# Hans Gerhard Creutzfeldt
Hans Gerhard Creutzfeldt (Harburg, 2 giugno 1885 – Monaco di Baviera, 30 dicembre 1964) è stato un neurologo tedesco.

## Biografia
Il padre di Hans-Gerhard Creutzfeldts fu anch'egli medico. Creutzfeldt compì studi presso la Friedrich-Schiller-Universität Jena, nel 1903 divenne membro della Burschenschaft Germania Jena, Universität Rostock e Christian-Albrechts-Universität zu Kiel, dove nel 1909 venne promosso. Come medico di bordo ebbe lunghi viaggi in nave. Nel 1912 si dedicò alla, storia delle neuroscienze. Lavorò presso la Asklepios Klinik St. Georg di Amburgo, presso il Neurologischen Institut di Francoforte sul Meno, presso la clinica neurologica-psichiatrica di Breslavia, Kiel e Berlino e presso il Deutschen Forschungsanstalt für Psychiatrie di Monaco di Baviera. Durante la prima guerra mondiale prestò servizio come ufficiale medico in Marina.
Creutzfeldt sposò Clara (Cläre) Sombart, figlia del sociologo economista Werner Sombart; dal matrimonio nacquero 2 figlie e 3 figli, tra i quali Werner (1924–2006), ordinario di medicina interna presso la Georg-August-Universität Göttingen, che scoprì gli ormoni gastrointestinali, e Otto (1927–1992), neurologo.

## Opera
Per primo descrisse un tipo di sindrome demenziale subacuta tipica dell'età presenile, la cosiddetta malattia di Creutzfeldt-Jakob, che identificò insieme al neurologo Alfons Maria Jakob.

## Durante il nazionalsocialismo
Durante la seconda guerra mondiale il dottor Creutzfeldt, che lavorava presso una clinica neurologica nella città tedesca di Kiel, riuscì a salvare quasi tutti i suoi pazienti dai provvedimenti dell'Aktion T4, provvedimento emanato dal regime che prevedeva l'uccisione di tutti i cittadini tedeschi ai quali erano state diagnosticate malattie invalidanti (ereditarie o meno) di vari generi.
Mentre la maggior parte dei medici tedeschi collaborò con il regime nazista per la buona riuscita del programma di sterminio eugenetico, egli falsificò le cartelle cliniche dei propri pazienti di modo che non rientrassero nei parametri dell'Aktion T4 e venissero quindi lasciati in cura. Nonostante i frequenti ed assidui controlli dei funzionari del regime, l'operato del dottor Creuzfeldt fu reso noto soltanto dopo la caduta di Hitler.